# 초록 깃발
《초록 깃발》은 2000년 3월 17일에 MBC에서 방영한 베스트극장이다.

## 줄거리
추전은 최고가 되고 싶어 부모나 가족에 대해서는 나몰라라 하며 잠자는 시간 빼고 일에만 매달려 결국 외국계 은행에서 초고속 승진하여 최연소 지점장이 된다. 하지만 취장암에 걸려 얼마 남지 않은 삶에 절망한다. 미자는 일찍 결혼해 아이 둘을 데리고 살기 때문인지 악착같고 인정없어 보이지만 이건 모두 너무 힘든 운명 탓이다.
어느 날 추전이 몰던 차가 미자의 차를 추돌하게 되고, 이 와중에 아버지의 생신이라며 집으로 내려올 수 있냐는 형의 전화를 받게 된다. 추전은 오랫동안 잊어 왔던 아버지와 형이 있는 고향 집으로 향하고, 미자 역시 추전에게 피해 보상금을 받기 위해 동행하게 된다.

## 등장 인물

### 주요 인물
- 이휘향 : 박미자 역
- 이효정 : 최추전 역
- 강인덕 : 최무릉 역 - 추전의 형
- 김상순 : 추전의 아버지 역

### 그 외 인물
- 정태섭 : 철도 역무원 역
- 박은수 : 교통사고 담당 형사 역
- 이원재 : 철도 역무원 역
- 문용민 : 은행원 역
- 김진규
- 조성권
- 송일국
- 주우 : 은행원 역
- 최윤정
- 정소영
- 송재윤
- 박귀석 (아역)
- 이원호 (아역)

## 참고 사항
- 극중 주인공과 그의 형의 이름은 극중 아버지의 직업인 철도 역무원이라는 특징을 살려 철도역 이름인 추전역과 무릉역에서 따온 것으로 설정되었다.